# Associazione Calcio Legnano 1969-1970
Questa voce raccoglie le informazioni riguardanti l'Associazione Calcio Legnano nelle competizioni ufficiali della stagione 1969-1970.

## Stagione

Francisco Lojacono, al Legnano dal 1969 al 1970

Grazie alle cessioni avvenute nelle stagioni precedenti di Gigi Riva e Paolo Pulici, e grazie al lancio di alcuni giovani nel panorama calcistico nazionale, in seguito venduti a società più importanti, le finanze del Legnano godono ora di ottima salute. Per questo motivo il presidente Augusto Terreni decide di rinforzare l'organico con l'obiettivo di puntare alla promozione in Serie B. I Lilla acquistano i difensori Francisco Lojacono, Pierluigi Frosio e Ettorino Valentini, i centrocampisti Arturo Bosani, Luigi Grecchi e Giuseppe Zanelli e l'attaccante Giovanni Brenna. Viene inoltre riscattata la seconda parte del cartellino di Vincenzo Proietti Farinelli. Sulla panchina del Legnano c'è invece il ritorno di Carlo Facchini.
Per i Lilla il campionato del 1969-70, disputato nel girone A di Serie C, si conclude con il 5º posto in classifica, a quota 42 punti, a 15 lunghezze dalla capolista Novara. La stagione parte benissimo, con quattro vittorie e una sconfitta nelle prime cinque giornate. Questi risultati portano provvisoriamente i Lilla in testa alla classifica. Seguono però parecchie battute di arresto che fanno scendere il Legnano in graduatoria. Degno di nota è il derby interno con la Pro Patria alla 12ª giornata, che viene interrotto all'86' sul risultato di 1 a 1 per incidenti. Dopo uno scontro di gioco piuttosto rude scoppia infatti una rissa che coinvolge anche il pubblico: il Legnano subisce così la sconfitta a tavolino per 2 a 0 e la squalifica del campo per un turno.

## Divise
| Casa |

## Organigramma societario
Area direttiva
- Presidente: Augusto Terreni

Area tecnica
- Allenatore: Carlo Facchini

## Rosa
| N. |                   | Ruolo | Calciatore               |
| -- | ----------------- | ----- | ------------------------ |
|    | Italia (bandiera) | C     | Giuseppe Barbazza        |
|    | Italia (bandiera) | C     | Arturo Bosani            |
|    | Italia (bandiera) | A     | Giovanni Brenna          |
|    | Italia (bandiera) | P     | Pier Giorgio Castellazzi |
|    | Italia (bandiera) | P     | Loris Cugola             |
|    | Italia (bandiera) | D     | Pierluigi Frosio         |
|    | Italia (bandiera) | A     | Domenico Gerosa          |
|    | Italia (bandiera) | C     | Luigi Grecchi            |
|    | Italia (bandiera) | C     | Natale Lamera            |
|    | Italia (bandiera) | C     | Lavizzari                |

| N. |                      | Ruolo | Calciatore                  |
| -- | -------------------- | ----- | --------------------------- |
|    | Italia (bandiera)    | D     | Oscar Lesca                 |
|    | Argentina (bandiera) | D     | Francisco Lojacono          |
|    | Italia (bandiera)    | D     | Roberto Melgrati            |
|    | Italia (bandiera)    | A     | Giancarlo Mongitore         |
|    | Italia (bandiera)    | A     | Walter Novellino            |
|    | Italia (bandiera)    | C     | Vincenzo Proietti Farinelli |
|    | Italia (bandiera)    | D     | Riccardo Talarini           |
|    | Italia (bandiera)    | A     | Nerio Ulivieri              |
|    | Italia (bandiera)    | D     | Ettorino Valentini          |
|    | Italia (bandiera)    | C     | Giuseppe Zanelli            |

## Risultati

### Serie C (girone A)

#### Girone d'andata
| Arbitro: | Clerico (Chiavari) |

|                                                |           |             |
| Gerosa 6’ Proietti 7’, 71’ Lojacono 60’ (rig.) | Marcatori | 73’ Gabetto |

| Arbitro: | Tempio (Catania) |

|  |           |                                      |
|  | Marcatori | 30’ Bosani 32’ Lojacono 43’ Ulivieri |

| Arbitro: | Pesciarelli (Roma) |

|            |           |  |
| Baggio 67’ | Marcatori |  |

| Arbitro: | Lenardon (Siena) |

|                                      |           |  |
| Brenna 23’ Ulivieri 43’ Lojacono 78’ | Marcatori |  |

| Arbitro: | Levrero (Genova) |

|  |           |                   |
|  | Marcatori | 20’, 60’ Proietti |

| Legnano 19 ottobre 1969 6ª giornata | Legnano            | 0 – 0 | Lecco | Stadio Comunale\| Arbitro: \| V. Lattanzi (Roma) \| |
| Arbitro:                            | V. Lattanzi (Roma) |       |       |                                                     |

| Arbitro: | Vannucchi (Bologna) |

|              |           |  |
| Colandro 89’ | Marcatori |  |

| Arbitro: | Menegali (Roma) |

|               |           |  |
| Mongitore 76’ | Marcatori |  |

| Arbitro: | Stagnoli (Bologna) |

|             |           |              |
| Ferrari 81’ | Marcatori | 27’ Ulivieri |

| Arbitro: | Levrero (Genova) |

|              |           |  |
| Ulivieri 80’ | Marcatori |  |

| Arbitro: | Calì (Roma) |

|                 |           |  |
| Dalle Crode 32’ | Marcatori |  |

| Arbitro: | Prati (Parma) |

|              |           |                     |
| Ulivieri 10’ | Marcatori | 82’ (rig.) Gambazza |

| Arbitro: | Panzino (Catanzaro) |

|                           |           |  |
| Goffi 35’ Magistrelli 55’ | Marcatori |  |

| Arbitro: | Lenardon (Siena) |

|            |           |                        |
| Frosio 77’ | Marcatori | 61’ (rig.) Veglianetti |

| Arbitro: | Menegali (Roma) |

|            |           |  |
| Maioni 47’ | Marcatori |  |

| Legnano 4 gennaio 1970 16ª giornata | Legnano       | 0 – 0 | Alessandria | Stadio Comunale\| Arbitro: \| Ciulli (Roma) \| |
| Arbitro:                            | Ciulli (Roma) |       |             |                                                |

| Arbitro: | Clerico (Chiavari) |

|  |           |                        |
|  | Marcatori | 10’ (aut.) Del Piccolo |

| Legnano 11 gennaio 1970 18ª giornata | Legnano           | 0 – 0 | Biellese | Stadio Comunale\| Arbitro: \| Barboni (Firenze) \| |
| Arbitro:                             | Barboni (Firenze) |       |          |                                                    |

| Rovereto 25 gennaio 1970 19ª giornata | Rovereto           | 0 – 0 | Legnano | Stadio Quercia\| Arbitro: \| Cantelli (Firenze) \| |
| Arbitro:                              | Cantelli (Firenze) |       |         |                                                    |

#### Girone di ritorno
| Arbitro: | Frasso (Capua) |

|                    |           |  |
| Carrera 45’ (rig.) | Marcatori |  |

| Arbitro: | Tabanelli (Ravenna) |

|                         |           |  |
| Lamera 13’ Ulivieri 89’ | Marcatori |  |

| Arbitro: | Vaccaro (Torino) |

|              |           |  |
| Proietti 16’ | Marcatori |  |

| Arbitro: | Turiano (Reggio Calabria) |

|             |           |  |
| Bianchi 36’ | Marcatori |  |

| Legnano 1º marzo 1970 24ª giornata | Legnano          | 0 – 0 | Padova | Stadio Comunale\| Arbitro: \| Alberti (Genova) \| |
| Arbitro:                           | Alberti (Genova) |       |        |                                                   |

| Lecco 8 marzo 1970 25ª giornata | Lecco              | 0 – 0 | Legnano | Stadio Mario Rigamonti\| Arbitro: \| Clerico (Chiavari) \| |
| Arbitro:                        | Clerico (Chiavari) |       |         |                                                            |

| Arbitro: | Fiorenza (Torre Annunziata) |

|            |           |               |
| Brenna 19’ | Marcatori | 26’ Barciocco |

| Udine 22 marzo 1970 27ª giornata | Udinese             | 0 – 0 | Legnano | Stadio Moretti\| Arbitro: \| Baroncini (Bologna) \| |
| Arbitro:                         | Baroncini (Bologna) |       |         |                                                     |

| Arbitro: | Tempio (catania) |

|                           |           |  |
| Ulivieri 29’ Proietti 88’ | Marcatori |  |

| Arbitro: | Bianchi (Firenze) |

|  |           |            |
|  | Marcatori | 16’ Brenna |

| Arbitro: | Lupi (Genova) |

|              |           |              |
| Proietti 68’ | Marcatori | 61’ Centazzo |

| Arbitro: | Monforte (Palermo) |

|  |           |               |
|  | Marcatori | 17’ Lavizzari |

| Arbitro: | Serafino (Roma) |

|                   |           |                      |
| Lamera 84’ (rig.) | Marcatori | 74’ Simonato 83’ Cei |

| Arbitro: | Barboni (Firenze) |

|            |           |              |
| Gurian 71’ | Marcatori | 56’ Barbazza |

| Arbitro: | Minozzi (Monfalcone) |

|  |           |                       |
|  | Marcatori | 1’ Benigni 80’ Maioni |

| Arbitro: | Chiapponi (Livorno) |

|                     |           |  |
| Melgrati 28’ (aut.) | Marcatori |  |

| Arbitro: | Testuzza (Genova) |

|               |           |  |
| Mongitore 88’ | Marcatori |  |

| Arbitro: | Laurenti (Padova) |

|              |           |                           |
| Guidetti 17’ | Marcatori | 32’ Mongitore 73’ Grecchi |

| Arbitro: | Tabanelli (Ravenna) |

|              |           |  |
| Ulivieri 65’ | Marcatori |  |

## Statistiche

### Statistiche di squadra
| Competizione | Punti | Totale | Totale | Totale | Totale | Totale | Totale | DR  |
| Competizione | Punti | G      | V      | N      | P      | Gf     | Gs     | DR  |
| ------------ | ----- | ------ | ------ | ------ | ------ | ------ | ------ | --- |
| Serie C      | 42    | 38     | 15     | 12     | 11     | 32     | 22     | +10 |

### Statistiche dei giocatori
| Giocatore             | Serie C  | Serie C |
| Giocatore             | Presenze | Reti    |
| --------------------- | -------- | ------- |
| G. Barbazza           | 34       | 1       |
| A. Bosani             | 25       | 1       |
| G. Brenna             | 23       | 3       |
| P. Castellazzi        | 35       | 0       |
| D. Cugola             | 4        | 0       |
| P. Frosio             | 25       | 1       |
| D. Gerosa             | 12       | 1       |
| L. Grecchi            | 13       | 1       |
| S. Lamera             | 28       | 2       |
| Lavizzari             | 8        | 1       |
| O. Lesca              | 38       | 0       |
| F. Lojacono           | 12       | 3       |
| R. Melgrati           | 36       | 0       |
| G. Mongitore          | 20       | 3       |
| W. Novellino          | 1        | 0       |
| V. Proietti Farinelli | 32       | 7       |
| R. Talarini           | 35       | 0       |
| N. Ulivieri           | 37       | 7       |
| E. Valentini          | 4        | 0       |
| G. Zanelli            | 15       | 0       |